# Sperlingsberg (Havelberg)
Sperlingsberg ist Ortsteil von Havelberg im ehemaligen Havelbergischer Kreis, im heutigen Landkreis Stendal in Sachsen-Anhalt. Es liegt vor dem Steintor.

## Geschichte
In Havelberg wurde früher von Dömern, was vom Domkapitel von St. Marien herkommt, Städtern und Berggemeinden wie Wendenberg mit Heinotterberg, Neuberg, Köperberg, Bischofsberg, Sperlingsberg und Schönberg mit Bauhof gesprochen. Sie waren wie der Sperlingsberg lange Zeit eigenständig und wurden erst 1876 eingemeindet. Das Dorf Sperlingsberg gehörte samt der Lehmkuhle seit 1354 durch eine Schenkung von Markgraf Ludwig, genannt der Römer, dem Havelberger Domkapitel, ohne dabei an die Baustoffprobleme seiner Untertanen in der Stadt Havelberg zu denken. Aus der Chronik geht hervor, das zwischen den Bürgern und dem Domkapitel Streitigkeiten entstanden, sodass zu deren Schlichtung es mehrerer Verfügungen bedurfte.
Es war im gerichtlichen Zuständigkeitsbereich vom Kreisgericht Perleberg (Preußen) angesiedelt. Der Gerichtsstand lag bei der Gerichtskommission Havelberg. Die Bezeichnung Lehmkuhle für die Lehmgrube gibt es noch heute.